# Protomaco
Protomaco (metà del V secolo a.C. – dopo il 406 a.C.) è stato un ammiraglio ateniese.

## Biografia
Dopo la sconfitta subita da Alcibiade a Nozio (407 a.C.), questi fu esiliato; al suo posto furono nominati dieci comandanti, tra cui Protomaco.
L'anno dopo fu uno degli otto comandanti ateniesi nella vittoriosa battaglia delle Arginuse ma, quando lui e i suoi colleghi furono richiamati ad Atene per essere processati, lui e Aristogene fuggirono, salvandosi la vita; gli altri sei, infatti, furono condannati a morte e giustiziati.